# Until It's Gone
„Until It's Gone“ je píseň americké rockové skupiny Linkin Park. Skupina ji nahrála na své šesté studiové album The Hunting Party, kde se objevuje jako sedmá skladba. Produkovali ji Mike Shinoda a Brad Delson. Vydala ji společnosti Warner Bros. Records a Machine Shop.
Píseň se objevila ve hře Transformers: Rise of the Dark Spark.

## Videoklip
Oficiální videoklip byl zveřejněn 11. června 2014 v režii Joea Hahna. Premiéru měl na oficiální facebookové stránce kapely a nyní je umístěn na jejím oficiálním kanálu na YouTube.

## Seznam skladeb
| Digitální verze | Digitální verze   | Digitální verze |
| Pořadí          | Název             | Délka           |
| --------------- | ----------------- | --------------- |
| 1.              | "Until It's Gone" | 3:41            |

## Obsazení

### Linkin Park
- Chester Bennington – zpěv
- Mike Shinoda – doprovodné vokály, rytmická kytara, klávesy
- Brad Delson – sólová kytara
- Dave "Phoenix" Farrell – basová kytara, doprovodné vokály
- Joe Hahn – samplování, programování
- Rob Bourdon – bicí, perkuse

### Produkce
- Ethan Mates – zvukový inženýr